# Dècada del 260

## Esdeveniments
- 265: l'emperador romà Gal·liè mana fortificar les ciutats de Mediolànum i Verona.
- 266: el rei Odenat de Palmira envaeix l'Imperi Sassànida amb la intenció de conquerir-ne la capital, Ctesifont.

## Personatges destacats
- Gal·liè, emperador romà (270-275)
- Claudi II el Gòtic, emperador romà (268-270)
- Sapor I, el segon rei de reis (240-270) de la dinastia sassànida.